# NGC 3985
NGC 3985 é uma galáxia espiral barrada (SBm) localizada na direcção da constelação de Ursa Major. Possui uma declinação de +48° 20' 08" e uma ascensão recta de 11 horas, 56 minutos e 41,5 segundos.
A galáxia NGC 3985 foi descoberta em 5 de Fevereiro de 1788 por William Herschel.